# Хайон, Нехемия
Нехемия Хия бен Моше Хайон (ивр. נחמיה חייא חיון‎, примерно 1655—1730) — еврейский мыслитель, каббалист, теоретик саббатианства. Много путешествовал и перемещался по различным странам.

## Биография
Семья Хайона происходит из Сараево; однако когда Хайон родился, отец отправился в Египет. Детство Хайон провёл в Палестине, в Шхеме и Иерусалиме. В возрасте 18 лет вернулся в Сараево, где женился. Потом он ездил по Балканам, жил в Белграде. Когда в 1688 Белград был занят австрийскими войсками, он переехал в Италию, в 1691 жил в Ливорно. Занял должность раввина в Скопле. В 1695 вернулся в Палестину и жил в Шхеме. У него умерла жена, и он женился повторно на дочери одного из ученых Цфата.
Хайон всё время увлекался каббалой и был хорошо знаком с саббатианством. Однако он занимался скорее теоретическими принципами, и старался не касаться обсуждения мессианства Шабтая Цви.
Хайон объявил себя автором сочинения «Раза демехейманута» («Тайна веры»), которое считалось написанным самим Шабтаем Цви и его последователями. Он поменял название сочинения на «Мехейманута де-хула» («Вся вера») и составлял подробные комментарии.
До 1702 он жил в Розетте, потом перебрался в Иерусалим (приблизительно в 1702—1705 гг.), затем в Цфат, а потом в Смирну. Он искал место для публикации своего трактата «Мехейманута де-хула» и хотел организовать иешиву в Иерусалиме, однако испытывал сопротивления раввинов Смирны. Когда он поехал в Иерусалим, смирнские раввины написали письмо с его жёсткой критикой, и из Иерусалима он был изгнан, иерусалимские раввины, не читая его трудов, отметили их, как подлежащие сожжению. Хайон был вынужден покинуть Палестину, и направиться через Египет в Италию (1710—1711).
В Ливорно он признался местным раввинам, что является последователем Шабтая Цви.
В 1711 он прибыл в Венецию. Там опубликовал эссе о «Шма Исраэль».
В Праге еврейские учёные оказали Хайону восторженный приём. Однако появился слух о связях Хайона с сектой дёнме в Салониках. Хайон активно искал сторонников по всей Европе, связывался также с Лейбом Просницем. Он отправился через Моравию и Силезию в Берлин, где в 1713 опубликовал «Оз леэлохим». Это сочинение уже ходило в рукописях как текст самого Шабтая Цви и было знакомо многим учёным. В комментариях Хайон критиковал Натана из Газы и Мигеля Кардозо, утверждая, что трактат основан на классической каббале, хотя по содержанию трактат почти повторял идеи Кардозо.
Хайон сформулировал принципы начала Эманации и различия между Первой причиной и Бесконечным бытием, и несколько изменил освещение учения о «трёх узлах веры» ивр. תלת אתונמיהמד ירשק‎) Кроме Первопричины, или Бесконечного (ףום ןיא или אשידק אקיתע), существует ещё «святой царь, или Бог израильский» (אשידק אכלמ или לארשיד אהלא) и третья сила — Святой Дух, или «Шхина», представляющая собою женское начало Божества.
В Турции он потерял должность раввина по причине недостойного поведения.
В июне 1713 Хайон поехал в Амстердам, где у него нашлись сторонники и противники. Его поддерживал лидер португальской общины Шломо Айлон, но высказывался резко против раввин ашкеназской общины Цви Хирш бен Яков Ашкенази, который обвинял его в саббатианстве. 23 июля 1713 руководители ашкеназской общины, не дожидаясь конца полемики, подписали указ об изгнании Хайона. Полемика тем не менее продолжалась с возрастающей остротой и перебросилась на другие еврейские общины. В оправдании изгнания было выпущено немало памфлетов с критикой Хайона. Сам Хайон стал публиковать в ответ памфлеты с высмеиванием ашкеназской общины, при этом он отрицал свою принадлежность к саббатианству. 13 августа португальская община постановила реабилитировать Хайона, при этом с точки зрения соблюдения формальностей реабилитация аннулировала изгнание, объявленное в июле. Однако по причине войны памфлетов Хайона уже изгнали многие другие общины, и обстановка в Амстердаме в целом была неблагоприятная.
По причине крайней остроты и жёсткости полемики Хайон так и не опубликовал свой основной труд, который сохранился только в рукописи.
В августе 1724 его приняла община Константинополя при условии воздержания от преподавания каббалы и писания книг. Он вынужден был принять эти условия.
Позднее он перебрался в Вену и объявил о своём стремлении окрестить евреев, стремясь получить тем самым защиту у австрийского императора. В результате непоследовательных интриг от него отказались многие друзья. Он не был допущен в общину Праги, в Берлине его не поддержали христиане, в Амстердаме его прежний друг Шломо Айлон отказался помочь ему. В апреле 1726 его изгнали из Гамбурга и Алтоны. Он направился в Северную Африку, где и умер. 
Его сын принял христианство и стал яростным критиком иудаизма.

## Критика
Оценки деятельности Хайона носили полярный характер. Одни считали его авантюристом, а его сочинения — компиляцией, или трудами безымянных учеников. Тем более что по характеру он был склонен к авантюрам. Другие принимали его как учёного-каббалиста и относились к его работам всерьёз, рассматривая их как продолжение трудов Натана и Кардозо.